# Nicolae Ștefănuță
Nicolae Ștefănuță, né le 3 janvier 1982 à Rășinari, est un homme politique roumain. Membre de l'Union sauvez la Roumanie (USR), jusqu'en 2023, il est élu député européen lors des élections européennes de 2019. Il siège d'abord au sein du groupe Renew Europe, puis au sein du groupe des Verts/Alliance libre européenne à partir de 2023.